# Drimia sanguinea
Drimia sanguinea là một loài thực vật có hoa trong họ Măng tây. Loài này được (Schinz) Jessop mô tả khoa học đầu tiên năm 1977.

## Hình ảnh

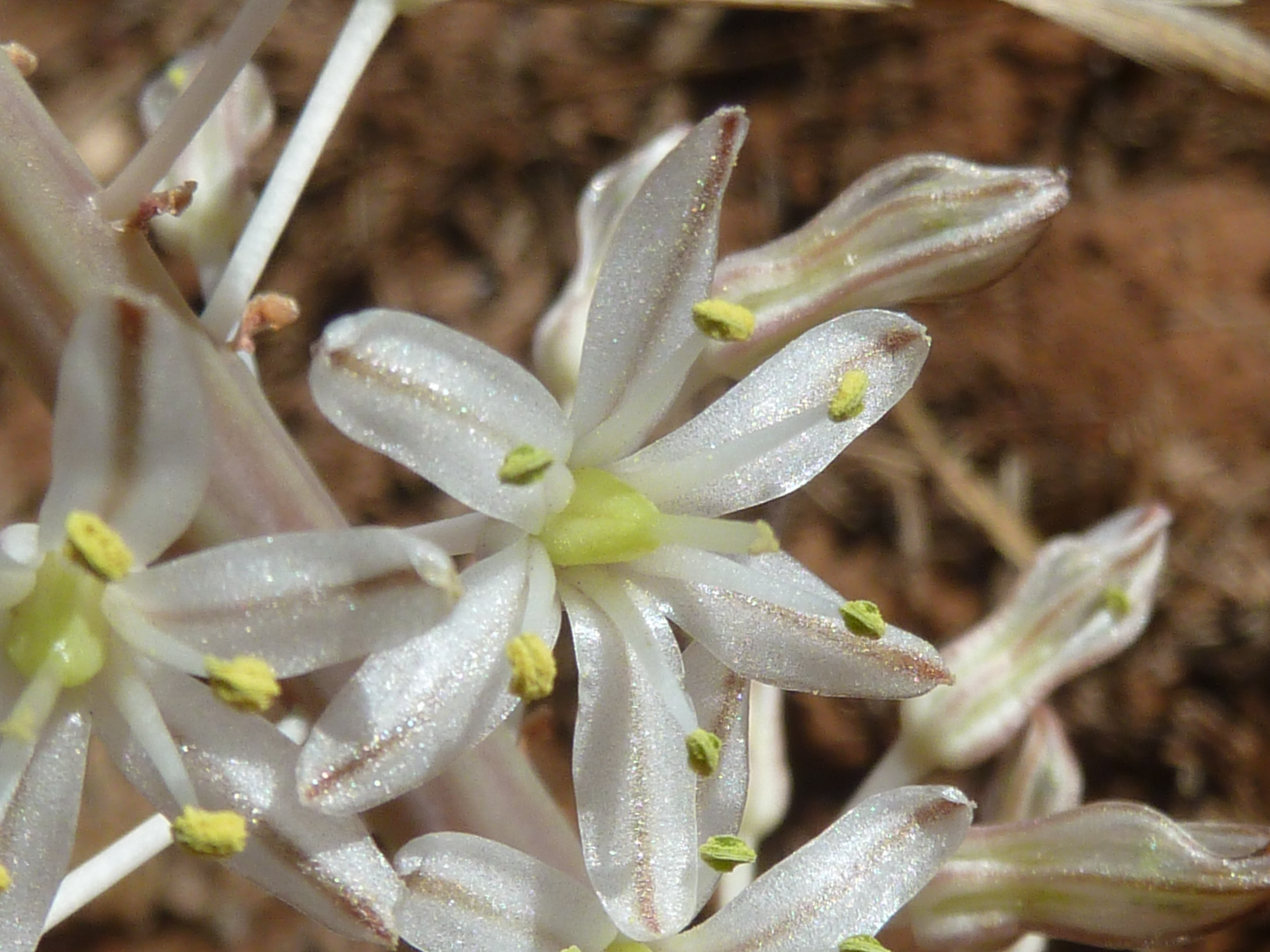
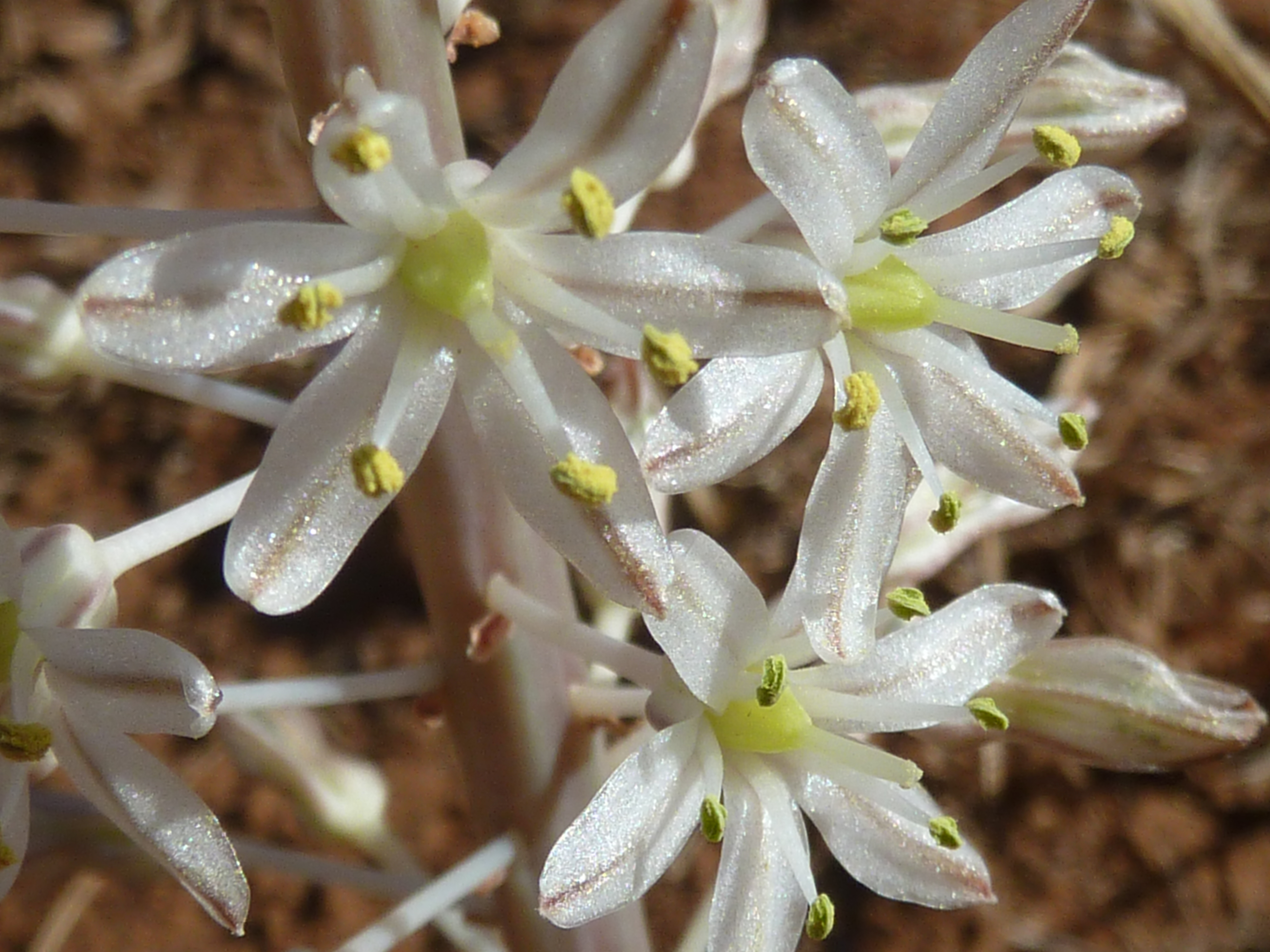
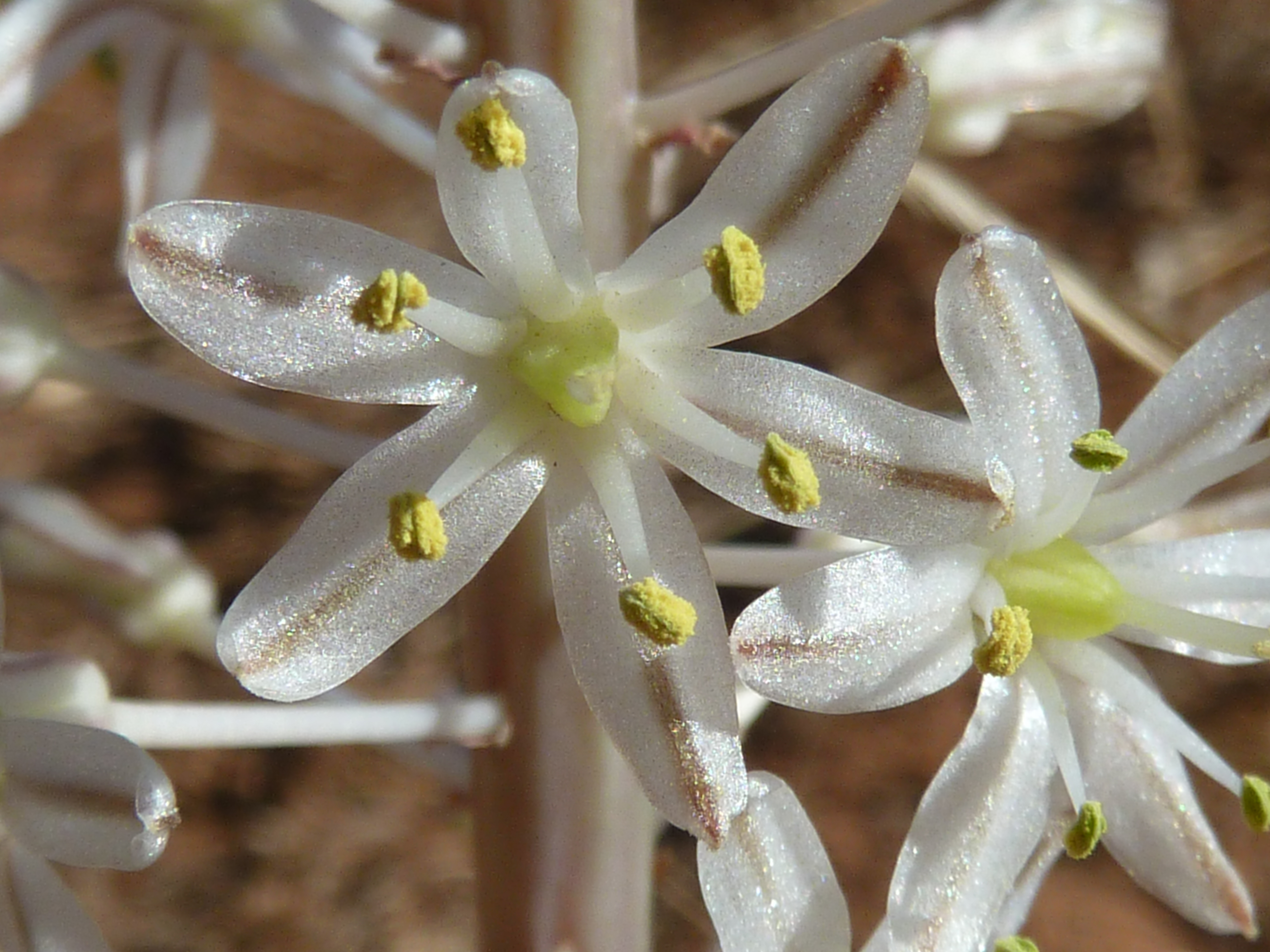